# Joshua (Texas)
Joshua é uma cidade localizada no estado norte-americano do Texas, no Condado de Johnson.

## Demografia
Segundo o censo norte-americano de 2000, a sua população era de 4528 habitantes.
Em 2006, foi estimada uma população de 5574, um aumento de 1046 (23.1%).

## Geografia
De acordo com o United States Census Bureau tem uma área de
16,9 km², dos quais 16,9 km² cobertos por terra e 0,0 km² cobertos por água. Joshua localiza-se a aproximadamente 271 m acima do nível do mar.

## Localidades na vizinhança
O diagrama seguinte representa as localidades num raio de 12 km ao redor de Joshua.